# 神根村 (岡山県)
神根村（こうね そん / むら）は、岡山県和気郡にあった村。現在の備前市の一部にあたる。

## 地理
金剛川支流・八塔寺川の中流、堂後・堂が谷山系の西部高地帯に位置していた。

## 歴史
- 1889年（明治22年）6月1日、町村制の施行により、和気郡神根本村、今崎村、高田村、和意谷村が合併して村制施行し、神根村が発足[1][2]。旧村名を継承した神根本、今崎、高田、和意谷の4大字を編成[2]。
- 1898年（明治31年）神根村農会設立[2]。
- 1915年（大正4年）村単位の産業組合設立[2]。
- 1929年（昭和4年）神根村小作争議が起こり、小作料一定減免・小作権の原則承認が確認され、1933年（昭和8年）に終結した[2]。
- 1954年（昭和29年）3月1日、和気郡吉永町、三国村と合併し、吉永町が存続して廃止された[1][2]。

### 地名の由来
古来の神根保にちなむ。

## 産業
- 農業、林業、商業、工業[2]